# 北伊豆地震
北伊豆地震（きたいずじしん）は、1930年（昭和5年）11月26日早朝に発生した、直下型の地震。地元では伊豆大震災（いずだいしんさい）、神奈川県側では豆相地震（ずそうじしん、豆相震災）とも呼ばれる。震源地は静岡県伊豆半島北部・函南町丹那盆地付近。地震の規模はMj7.3 (Mw6.9)。北伊豆地震地震断層系の丹那断層などの活動により生じた。
震源に近い静岡県三島市で震度6の烈震を観測したほか、有感地域は広く、北は福島県・新潟県、西は大分県まで揺れを感じた。地震発生が早朝だったため、火災は少なかったが、死者・行方不明者272名など大きな被害を出した。

## 震度
震源付近は震度6 - 7相当、東京都心など関東各地も震度4 - 5を観測した。
| 震度 | 都道府県 | 観測点名                     |
| ---- | -------- | ---------------------------- |
| 6    | 静岡県   | 三島市東本町（旧）           |
| 5    | 静岡県   | 沼津測候所                   |
| 5    | 神奈川県 | 横浜中区山手町・横須賀観測所 |
| 4    | 栃木県   | 足尾測候所                   |
| 4    | 群馬県   | 前橋市昭和町（旧）           |
| 4    | 埼玉県   | 熊谷市桜町                   |
| 4    | 東京都   | 東京千代田区大手町           |
| 4    | 山梨県   | 甲府市飯田                   |
| 4    | 愛知県   | 名古屋千種区日和町           |

## 被害
伊豆半島のちょうど付け根にあたる静岡県東部から神奈川県にかけての限られた地域に集中した。伊豆半島北部の山間部では、山崩れや崖崩れが多発。中狩野村（現・伊豆市）の佐野と梶山の集落では奥野山（北緯34度56分46.8秒 東経138度57分3.6秒 / 北緯34.946333度 東経138.951000度）が大規模な崩壊を起こし、農家3戸を埋没、15名が死亡。崩壊土砂は40万立方メートルと推定され、一時的に狩野川を堰き止め、600メートル (m) ほど上流にある宮田橋付近まで及ぶ堰止湖ができた。中大見村城（現・伊豆市城）では山上の畑1ヘクタールほどが陥没した。修善寺町（現・伊豆市修善寺）では貯水場の築堤が決壊、神戸川に約20,000トンの濁流が流れだし10軒が流失、水死者22名を出した。
人的被害が目立ったのは狩野川に沿った地域で倒壊家屋が多く、人口7400人あまりの韮山村（現・伊豆の国市）では家屋の全壊率が40パーセント (%) に達し、気象庁の統計によると全壊463戸、半壊420戸、死者76名、負傷者152名を記録した。
総被害は死者・行方不明者272名、負傷者572名、全壊2165戸、半壊5516戸、焼失75戸であった。死亡者の多くは圧死とされている。

## 前兆
非常に顕著だったのは前震であった。ふたつの活動期を持った伊東群発地震の第1期は、1930年（昭和5年）2月13日から4月10日頃まで東伊豆・伊東沖で群発し、一時的に沈静化したが5月8日から再び活発化し伊東を中心とした地域で1368回もの有感地震が起き8月には群発地震は終息した。第2期は11月7日から始まり三島で無感地震を2回観測したのをかわきりに新たな群発地震が伊豆半島の西側（網代の西方10 km付近）で発生した、前震は数を増し、本震前日の25日までに2,200回を超える地震を記録した。そして25日16時5分にM5.1（最大震度4）の前震があり、26日未明に本震が発生した。
前兆は前震だけではなく、各地で発光現象や地鳴りといった宏観異常現象があったとの記録が残されている。本震前日の25日午後5時ごろから本震発生後の26日午前5時ごろまでに、静岡県南部を中心に現れたのは発光現象で、調査によれば光の形はオーロラ状、色は青という報告が多かったという。また遠く離れた北関東や近畿地方では、地鳴りのような音が聞こえたという証言もあった。

## 断層

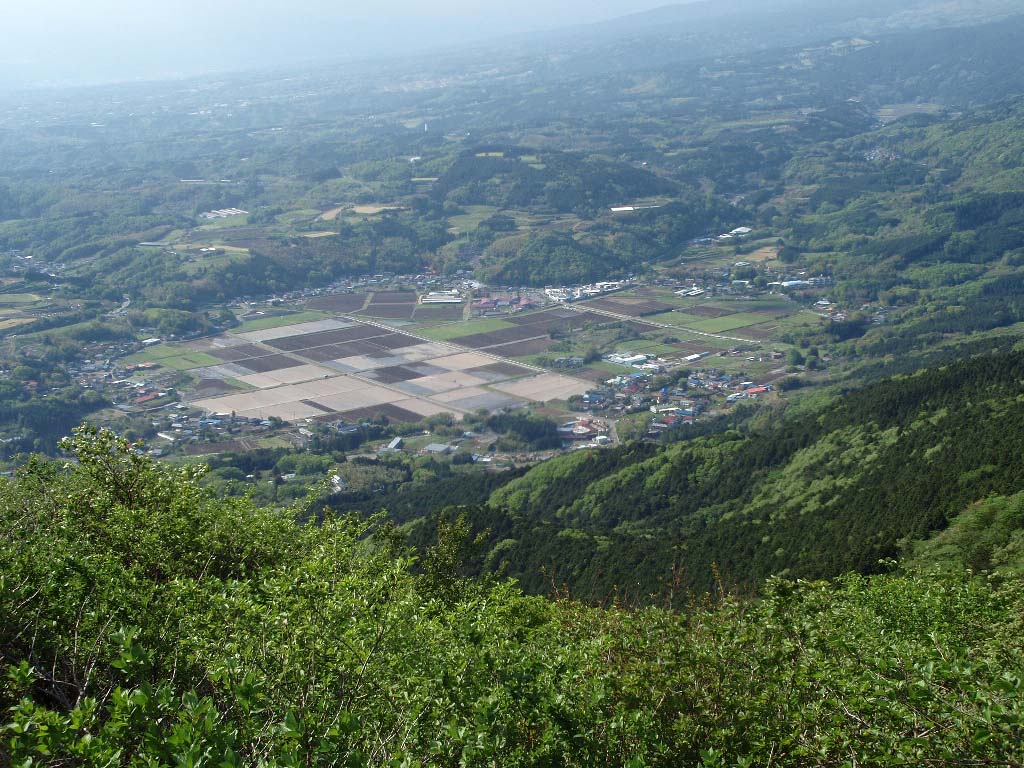
断層が通る丹那盆地
断層は写真の右奥から左下へ伸びる

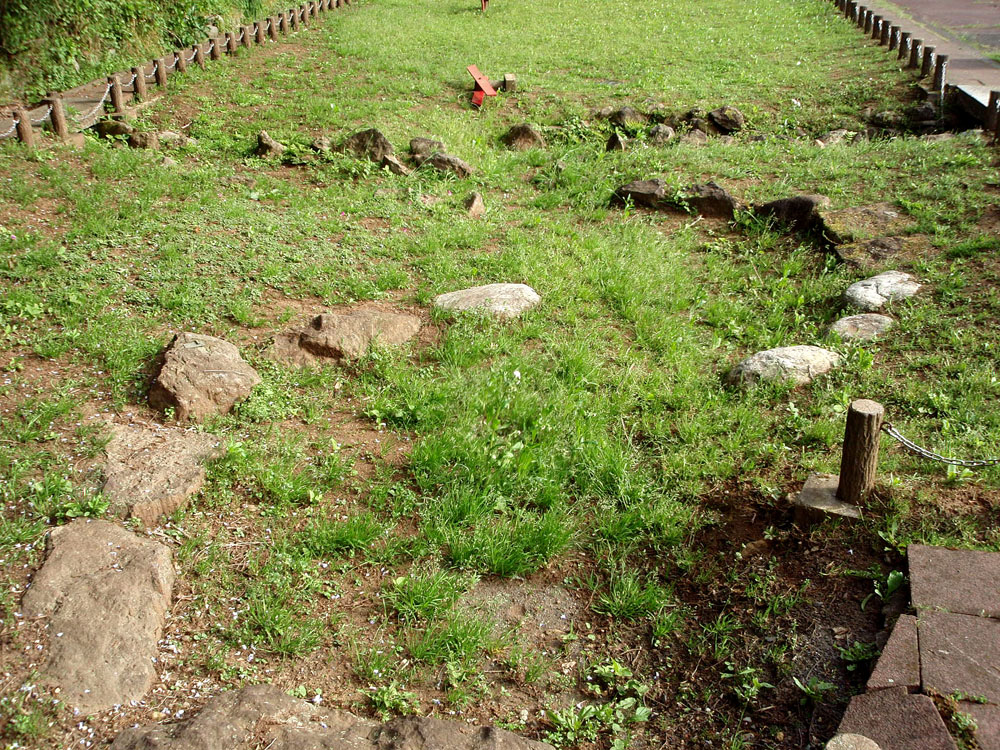
北伊豆地震によってずれた円弧状の石組み

この地震の後、修善寺の東側の山間部から北側へ延びる多くの断層が見つかった。主なものは丹那断層・浮橋中央断層・浮橋西方断層・箱根町断層（以上、左横ずれ断層）、修善寺断層・田原野断層・姫之湯断層・加殿断層・大野断層（以上、右横ずれ断層）である。中でも最も大きい丹那断層は長さ約35キロメートル (km)。上下に2.4メートル (m) ずれ、北へ2.7 m移動した。丹那断層は国の天然記念物に指定され（1935年〈昭和10年〉6月7日）、現在も2か所で保存されており、観察することができる。
この断層運動が注目されたのは、東海道本線（現・御殿場線）の新線（現・東海道本線）用に建設中の丹那トンネルを直撃したからである。丹那トンネル函南口では、トンネル先端がまさに丹那断層付近に到達したところで、大量の出水に工事は困難を極めていた。大量の出水に対処するため、本坑とは別に排水用の坑道が掘られていたが、これが丹那断層によって切断された。西側から掘られた坑道の先端部が北へ2.1 m移動したのである。これにより崩壊事故が発生し、工事関係者3名が死亡した。トンネルは当初直線で設計されていたが、この地殻変動で直線ではつながらないことになり、トンネルの中央部でS字にカーブするように設計し直された。

## 北伊豆地震と同規模の内陸直下地震
- 鳥取地震
- 北美濃地震
- 長野県西部地震
- 兵庫県南部地震（阪神・淡路大震災）
- 新潟県中越地震
- 岩手・宮城内陸地震